# AZERTY
     QWERTY
     QWERTZ
     AZERTY (Litwa: ĄŽERTY (nie na rysunku))
     układy narodowe (Turcja: FGĞIOD, Łotwa: ŪGJRMV, Litwa: ĄŽERTY)
AZERTY – symboliczna nazwa układu liter do alfabetu łacińskiego na klawiaturze maszyny do pisania i komputera, zaczerpnięta od pierwszych sześciu liter w szeregu pod rzędem cyfr, patrząc od lewej, analogicznie do QWERTY. Używany w krajach francuskojęzycznych.
W stosunku do QWERTY różni się tym, że:
- klawisze A i Q są zamienione,
- klawisze Z i W są zamienione,
- M jest przeniesione z prawej strony N na prawą stronę L.

Istnieją dwie odmiany: francuska i belgijska. Na obu aby uzyskać dostęp do cyfr, należy nacisnąć ⇧ Shift. Podobny układ cyfr można znaleźć również na innych klawiaturach, np. czeskiej.
W Szwajcarii i Kanadzie, mimo iż jest tam używany język francuski, nie używa się układu klawiatury AZERTY.
Oprócz tego, w standardzie LST 1582 został zdefiniowany układ klawiatury ĄŽERTY dla języka litewskiego, w którym w miejscu klawiszy Q, W i X są umieszczone Ą, Ž i Ū. W odróżnieniu od francuskiego AZERTY, klawisze M i Z mają tradycyjne położenie, a same klawisze Q, W i X znajdują się po prawej stronie klawiatury. Co prawda, częściej używany jest układ QWERTY, w którym litery charakterystyczne dla języka litewskiego znajdują się w rzędzie cyfr.

## Przykłady

Francuski układ klawiatury

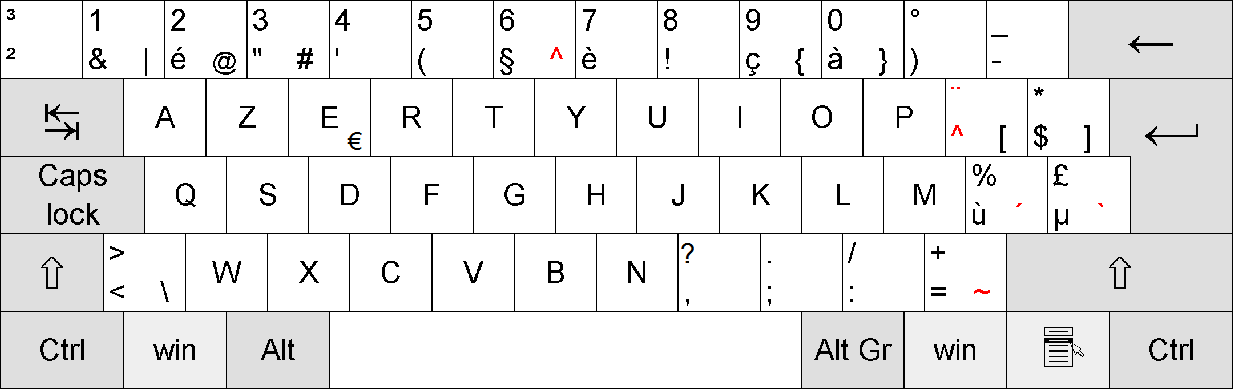
Belgijski układ klawiatury